# ミニジェットシリーズ
ミニジェットシリーズ (Mini Jet Series) とは、タミヤが1/100スケールで製作したジェット機を中心とする航空機のプラスチックモデルシリーズである。

## 概要
ミニジェットシリーズは、1968年発売のMiG-19ファーマーから、1973年発売のF-4EJファントムまで計28点が発売されたが、1980年代に全て生産休止となり、シリーズは事実上消えてしまった。
その後、幾度か数量限定の再発売が行われ、2004年には装いも新たにコンバットプレーンシリーズとして10点が再発売された。
2013年には俳優の石坂浩二が会長を務めるモデルクラブ「ろうがんず」が、本シリーズの展示を行った。
本シリーズは初期製品の初版発売時の価格が100円と安価なキットであったが、ほとんどの製品は当時まだあまり一般的ではなかったシャープな凹筋彫りが施され、爆弾や増槽等のアクセサリーパーツも用意されていた。また、飛行状態での展示が可能なスタンドもセットされていた。
パッケージは、初版時には通常のツーピースタイプ（上下箱）だったが、再発売時にワンピースタイプ（キャラメル箱）に変更され、裏面にカラーの塗装図が追加された。また、一部の製品は単色印刷のパッケージで、タミヤモデラーズギャラリーなどでの限定販売も行われた。
コンバットプレーンシリーズでは、パッケージが黒を基調としたものに変更され、3点は箱絵も新規のものになっている。また、一部のキットでは脚廻りの金型が改修されており、金属製の重りが追加されているキットもある。

## 他のメーカーからの発売
ベンホビー
1980年代後半に、日本の模型メーカーベンホビーから12点が発売された。箱絵とデカールは独自のものとなり、成形色もタミヤ製とは異なっていた。また、F-104はG型とJ型が別のキットとして発売された。雑誌に掲載された発売スケジュールによると、1987年4月から12月の間に、絶版のB-52Fとメッキ版のB-52Dおよび1980年代以降一度も再発売されていないブリティッシュ・ファントムを除く全26点が発売される予定だった。
レベル
1980年代の半ばに、アメリカのレベルから6点、ドイツレベルから15点が発売されている。箱絵はキットの完成品を用いたものとなり、デカールは独自のものがセットされていた。
書籍付録
2004年5月に発売された「飛行機マガジン NEKO MOOK 617」に、特別付録としてオリジナルデカール（"Starfighters"）付きのF-104が付属していた。

## 製品一覧

### ミニジェットシリーズ
| No. | 製品名                                    | 価格  | 発売    | 販売停止 |
| --- | ----------------------------------------- | ----- | ------- | -------- |
| 1   | ミグ19 ファーマー                         | 100   | 1968.04 | 1979     |
| 2   | リングテムコボ-ト A-7A コルセアII         | 100   | 1968.04 | 1979     |
| 3   | ダグラス A-4E スカイホーク                | 100   | 1968.04 | 1979     |
| 4   | ライトニング F.MK6                        | 100   | 1968.04 | 1979     |
| 5   | ダッソー ミラージュIIIC                   | 100   | 1968.04 | 1979     |
| 6   | サーブ J35F ドラケン                      | 100   | 1968.08 | 1979     |
| 7   | フィアット G.91                           | 100   | 1968.11 | 1979     |
| 8   | ロッキード F-104J/G                       | 100   | 1969.01 | 1979     |
| 9   | ミグ-21 フィッシュベッド                  | 100   | 1969.01 | 1979     |
| 10  | ベル UH-1B イロコイス                     | 100   | 1969.04 | 1979     |
| 11  | サーブ AJ37 ヴィゲン                      | 150   | 1969.05 | 1979     |
| 12  | グラマン A-6A イントルーダー              | 150   | 1969.09 | 1979     |
| 13  | F-4E ファントムII                         | 150   | 1969.12 | 1979     |
| 14  | F-4K/M ブリティッシュ・ファントム         | 150   | 1970.02 | 1979     |
| 15  | イリューシン IL-28 ビーグル               | 150   | 1970.03 | 1979     |
| 16  | ボーイング B-52F ストラトフォートレス     | 1,300 | 1970.04 | 1973     |
| 17  | ベル AH-1G ヒューイコブラ                 | 100   | 1971.02 | 1979     |
| 18  | バートル V-107-II（軍用型）               | 200   | 1971.04 | 1979     |
| 19  | シコルスキー SH-3A/D                      | 200   | 1971.05 | 1979     |
| 20  | 川崎バートル KV-107-II（民間型）          | 150   | 1971.05 | 1979     |
| 21  | バッカニア S.Mk.2                         | 150   | 1971.09 | 1979     |
| 22  | F-86Fセイバー & ミグ-15                   | 200   | 1971.12 | 1979     |
| 23  | メッサーシュミット Me262A & Me163B        | 200   | 1972.05 | 1979     |
| 24  | シコルスキー CH-54 スカイクレーン         | 350   | 1973.06 | 1979     |
| 25  | ボーイング B-52D ストラトフォートレス     | 1,500 | 1973.11 | 1982     |
| 26  | サンダーチーフ F-105D                     | 200   | 1973.11 | 1979     |
| 27  | ボーイング B-52D （シルバーフィニッシュ） | 1,900 | 1975.05 | 1976     |
| 28  | F-4EJ ファントムII                        | 250   | 1983.01 | 1983     |

- 価格、発売年月、および販売停止年は、『日本プラモデル50年史』特別付録「昭和プラモデル全リスト」による。
- 価格は初版発売時の希望小売価格を示す。
- 16のB-52Fは、1973年にB-52Dへ金型が改修され、絶版となった。
- 13のF-4Eは、1983年にF-4EJを発売する際に、バルカン砲砲口部分の金型がF-4EJに対応するように改修され、以降の再発売品はF-4EJと同一の成形品となっている。
- 27のB-52Dは、25に銀色の蒸着めっきを施した限定品。
- 28のF-4EJは、カタログ上は発売後すぐに生産休止状態となっているが、実際には繰り返し再生産が行われている。
- タミヤは1979年に1/100スケールのスペースシャトル・オービターを発売しているが、このキットはミニジェットシリーズには含まれない。

### コンバットプレーンシリーズ
- 61601  イリューシン IL-28 ビーグル
- 61602  ミグ21 フィッシュベッド
- 61603  ダッソー ミラージュIII C
- 61604  メッサーシュミット Me262A & Me163B
- 61605  F-4EJ ファントム II
- 61606  グラマン A-6A イントルーダー
- 61607  LTV A-7A コルセア II
- 61608  BACライトニング F Mk.6
- 61609  ミグ19 ファーマー
- 61610  フィアット G.91

### ベンホビー
- A21  A-7A Corsair II
- A22  MiG-21 Fishbed-F
- A23  Saab J35F Draken
- A24  A-4E Skyhawk
- A25  A-6A Intruder
- A26  Ilyushin IL-28 Beagle
- A27  Lockheed F-104J Starfighter 栄光
- A28  Lockheed F-104G Starfighter
- A29  B.A.C. Lightning F.Mk6
- A30  F-4EJ Phantom II
- A32  Dassault Mirage IIIc
- A35  F-4E Phantom II

### アメリカレベル
- 4014  A-4E Skyhawk
- 4017  F-104G Starfighter
- 4018  F-4E Phantom II
- 4023  F-105D Thunderchief
- 4024  A-7A Corsair II
- 4025  A-6A Intruder

### ドイツレベル
- 4013  L.T.V. A-7A Corsair II
- 4014  Douglas A-4E Skyhawk
- 4015  B.A.C. Lightning F-2 Mk.6
- 4016  Dassault Breguet Mirage III C
- 4017  Lockheed F-104G Starfighter
- 4018  F-4E/F Phantom
- 4019  Grumman A-6A Intruder
- 4020  Sikorsky SH-3A Sea King
- 4021  Hawker Siddeley Buccaneer
- 4022  Republic F-105D Thunderchief
- 4031  Sikorsky CH-54A Skycrane
- 4032  Boeing B-52D Stratofortress
- 4033  Bell UH-1B Iroquois
- 4034  Saab JA-37 Viggen
- 4035  Aeritalia-Fiat G.91